# Tirak
Tirak is een bestuurslaag in het regentschap Ngawi van de provincie Oost-Java, Indonesië. Tirak telt 1408 inwoners (volkstelling 2010).